# Adrian Grenier
Adrian Grenier (født 10. juli 1976) er en amerikansk skuespiller, filmproducer og -instruktør. Han har bl.a. har medvirket i The Devil Wears Prada. Desuden har han også medvirket i Britney Spears' musikvideo til sangen (You drive me) crazy. Grenier er dog mest kendt for sin rolle som Vincent Chase i den succesfulde komedie-drama serie Entourage.